# 최재훈 (디자이너)
최재훈은 대한민국의 패션 디자이너이다. 이선균, 추자현, 유선 (배우) 등 수 많은 연예인의 웨딩드레스를 제작했다 . 또한 3년 동안 미스코리아대회 지정 디자이너로 활동하였다.

## 생애
어릴 적부터 가족의 의류 사업 환경에서  형성된 패션 열정으로 인해 연세대학교 의상학과에 진학하기로 했다.
졸업 후 자신만의 가치관을 찾아 확립하며 일본의 패션을 직접 보고 싶어 1996년 간세이 가쿠인 대학 미학과에 교환학생으로 가서 2년 정도 일본에서 공부를 했다. ‘한복과 기모노의 비교’라는 제목의 논문으로 미학 과정을 수료했다.
한국으로 돌아오고 현대백화점에 MD로 2년 동안 근무했다가 회사를 관두고 웨딩드레스 디자이너의 길을 걷기로 결심했다.

## 학력
- 연세대학교 의상디자인 전공
- 日本 간세이 가쿠인 대학 美學과정 수료
- 금성초등학교 졸업

## 경력
- 1999년 현대백화점에 공채로 입사했으며 명품의류 바이어로 2년 정도 근무했다.
- 2002년 최재훈웨딩 설립한 이래 현재 서울특별시, 인천광역시, 대구광역시, 부산광역시, 제주도 등 15곳의 지점을 운영하고 있다.
- 2006년 중국에 진출하여 소주에 최재훈 웨딩 부띠끄의 첫 번째 매장인 ‘한성지련’을 오픈했다.[2]
- 고객의 니즈를 반영해 신부에게 맞춘 단 한벌의 디자인을 제공하고자 최재훈웨딩, 초이꾸뛰르, 엔조최재훈, W최재훈 브랜드를 운영하고 있다.[2]
- 2008 최재훈의 웨딩 드레스 디자인은 My Wedding 잡지 표지에서 여배우 이유리 (배우)[3] 눈에 띄게 등장했다.
- 2009년 미스코리아대회, 2010 미스코리아대회, 2011년 미스코리아대회의 지정 디자이너이고 2012 미스코리아 선발대회에 심사위원이었다.
- 2010년 Wedding 21 잡지 표지에서 여배우 윤지민[4] 눈에 띄게 등장했다.
- 2022년에 칸영화제에서 가수 겸 배우 아이유[5]와 2023 칸영화제에서 카리나 (가수)[6]가 착용한 “엔조 최재훈”의 드레스가 국제적으로 화제가 되었다. 최재훈 디자이너의 드레스는 한류 및 K-POP 스타들이 국제 행사에 참석 시 선택하기도 한다.[7][8]

## 패션쇼
- 2010 리츠칼튼호텔 오페라웨딩 패션쇼
- 2012 잠실롯데호텔 패션쇼 (와이즈웨딩 드레스 쇼룸 시즌3)
- 2013 리츠칼튼 서울 패션쇼 (Cinderella Fantasy)